# 克丝廷·施密特
克丝廷·施密特（德語：Cerstin Schmidt，1963年3月5日—），生于茨维考，德国女子雪橇运动员。她曾代表东德参加1988年冬季奥林匹克运动会雪橇比赛，获得女子单人铜牌。